# Shankar-Ehsaan-Loy
Shankar-Ehsaan-Loy es un grupo musical de la India, formado por Shankar Mahadevan, Ehsaan Noorani y Loy Mendonsa en 1997. Ambos son productores de fonogramas, músicos, compositores e instrumentistas múltiples, Shankar-Ehsaan-Loy ha participado en las bandas sonoras de más de cincuenta películas cantando en cuatro idiomas. Siendo una de las agrupaciones más aclamadas por el público, el trío ha sido reconocido con más de veinte premios, entre ellos el Premio Nacional de Cine Indio, tres premios Filmfare, tres premios IIFA entre varias nominaciones. Ellos fueron citados como "Amar Akbar Anthony", en la industria del cine por muchos críticos de música, incluyendo el famoso crítico de Rajeev Masand. 

## Discografía
- Dus(1997)
- Mission Kashmir (2000)
- Aalavandhan (2001)
- Dil Chahta Hai (2001)
- Kal Ho Naa Ho (2003)
- Lakshya (2004)
- Bunty Aur Babli (2005)
- Kabhi Alvida Naa Kehna (2006)
- Don: The Chase Begins Again (2006)
- Salaam-e-Ishq (2007)
- Jhoom Barabar Jhoom (2007)
- Heyy Babyy (2007)
- Johnny Gaddaar (2007)
- Taare Zameen Par (2007)
- Rock On!! (2008)
- Luck By Chance (2008)
- Wake Up Sid (2009)
- Konchem Ishtam Konchem Kashtam (2009)
- My Name Is Khan (2010)
- Karthik Calling Karthik (2010)
- Housefull (2010)
- We Are Family (2010)
- Zindagi Na Milegi Dobara (2011)
- Don 2: The King is Back (2011)
- Vishwaroopam (2012)